# 德里克·齐沃斯
德里克·约瑟夫·齐沃斯（英語：Derrick Joseph Chievous，1967年7月3日—）是美国NBA联盟前职业篮球运动员。他在1988年的NBA选秀中第1轮第16顺位被休斯顿火箭选中。